# Leyland Tiger Cub

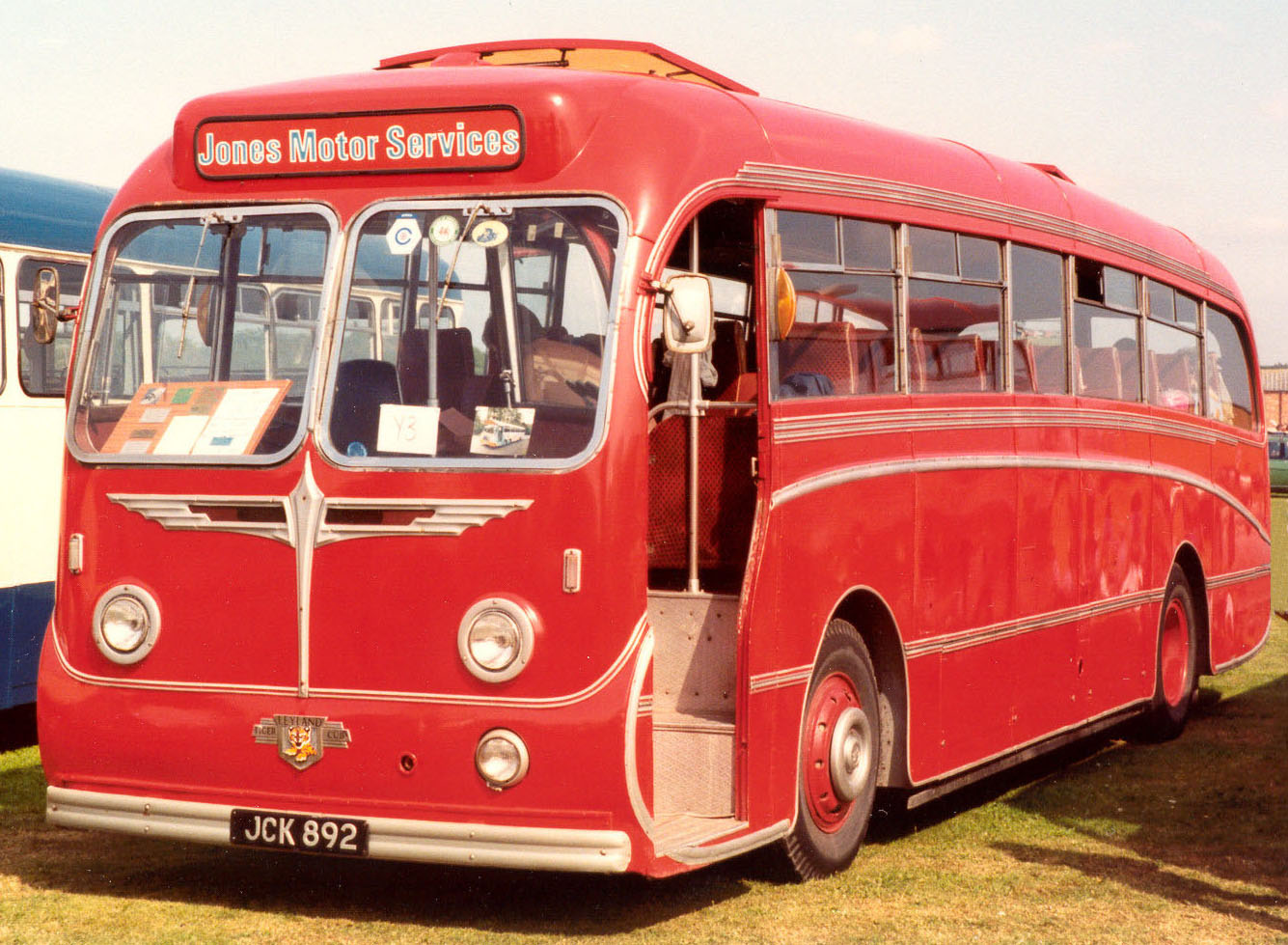
Leyland Tiger Cub PSUC1/2 mit Seagull-Aufbau von Burlingham als Reisebus, Baujahr 1956, 36 Sitzplätze

Der Leyland Tiger Cub war ein Busfahrgestell des britischen Nutzfahrzeugherstellers Leyland Motors. Der Typ wurde von 1952 bis 1971 gebaut.
Im Jahr 1950 wurde im Vereinigten Königreich die maximale Länge für Omnibusse auf rund 9,1 m (30 Fuß) angehoben. Unter Ausnutzung der Größenbeschränkung wurden in der Folgezeit die Chassis immer schwerer. Mit dem Tiger Cub entwickelte Leyland Motors eine kleinere und leichtere Alternative zum Leyland Tiger. Später zum erfolgreichen Leyland Leopard weiterentwickelt, verdrängte es den Royal Tiger in kurzer Zeit fast vollständig vom britischen Markt. Mit über 3600 hergestellten Bussen war der Tiger Cub eines der erfolgreichsten Busmodelle. Ab 1956 begann der Export, zunächst nach Australien, Indien, Rhodesien und Südafrika, später auch nach Indonesien und Malaysia. Die gefertigten Fahrgestelle erhielten in der Bezeichnung das Kürzel PSUC1. 
Im Jahr 1951 wurden zwei Prototypen gebaut, die Serienproduktion begann 1952. Ausgerüstet waren die Busse mit dem O.350-Dieselmotor von Leyland mit 5,76 l Hubraum und einer Leistung von 91 bhp. Beim manuell zu schaltenden, pneumatisch unterstützen Vierganggetriebe waren der dritte und vierte Gang synchronisiert. Später wurden auch teilweise stärkere Motoren wie der O.375, der O.400 und der O.401 mit bis zu 6,54 l Hubraum und 140 bhp sowie Fünfganggetriebe eingebaut. Der Motor war mittig unterflur angeordnet. Bis in die 1980er Jahre war es üblich, dass Fahrgestelle und Aufbauten für Busse von verschiedenen Herstellern gefertigt wurden. Die von Leyland hergestellten Fahrgestelle wurden daher von Karosseriebauunternehmen komplettiert. Ein Teil der Busse  erhielt Aufbauten von Leylands Tochterfirma Charles H. Roe in Leeds, andere bedeutende Hersteller von Aufbauten waren Alexander, Beadle, Burlingham, 	Crossley, Duple, East Lancs, Harrington, Marshall, Northern Counties, Nuttall, Park Royal, Plaxton, Strachan, Willowbrook und Weymann. Dabei wurden sowohl Reisebusse als auch Stadtbusse gebaut. 
Die für den Export nach Südafrika, Indien, Indonesien und Malaysia gefertigten Busse wurden als Fahrgestell mit Motor geliefert und vor Ort von heimischen Karosseriebauern komplettiert. Bereits 1956 hatte die Ulster Transport Authority die von ihr gekauften Busse mit eigenen Aufbauten versehen. 

## Fahrzeuge

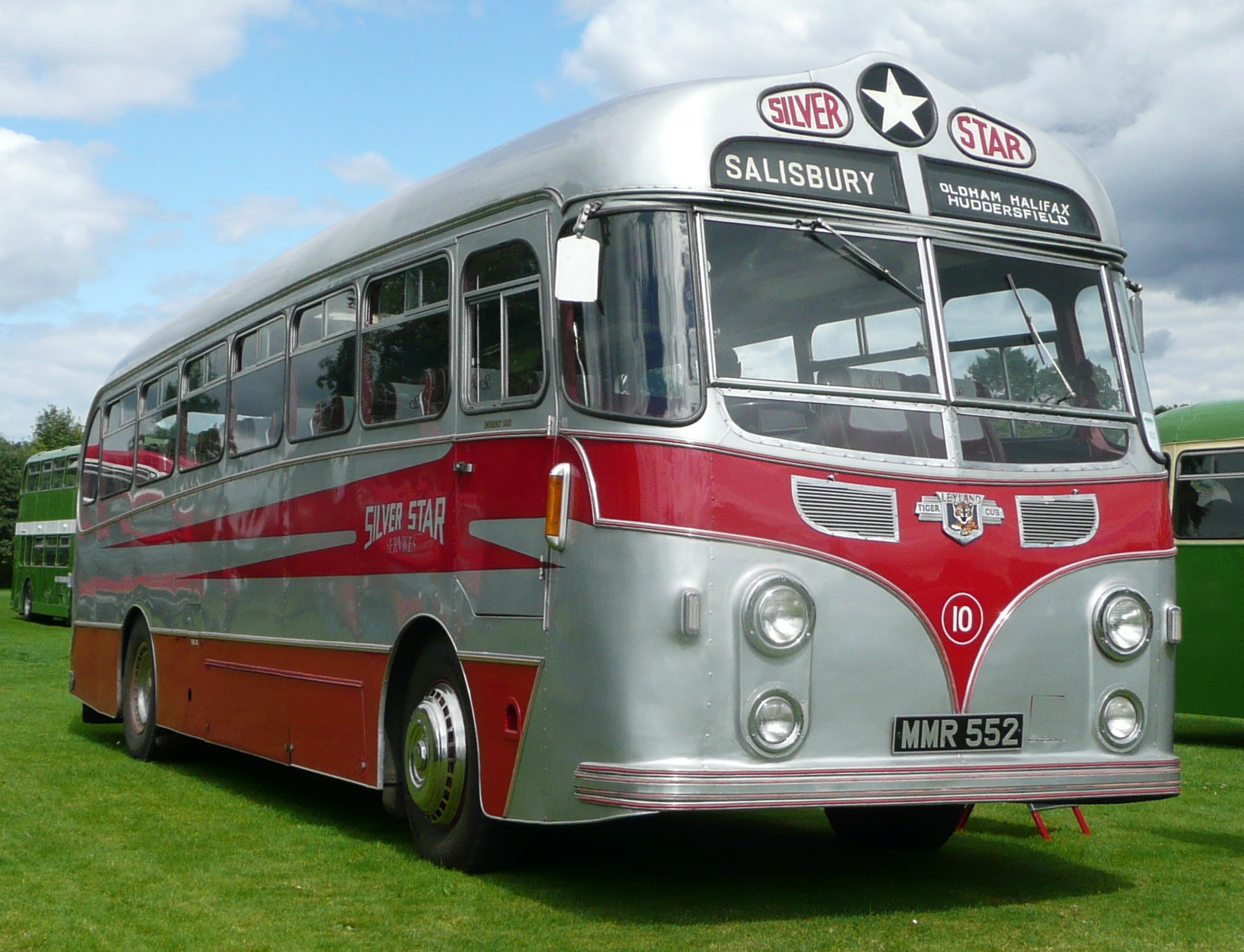
Leyland Tiger Cub PSUC1/2 mit Aufbau von Harrington als Reisebus, Baujahr 1955, 41 Sitzplätze
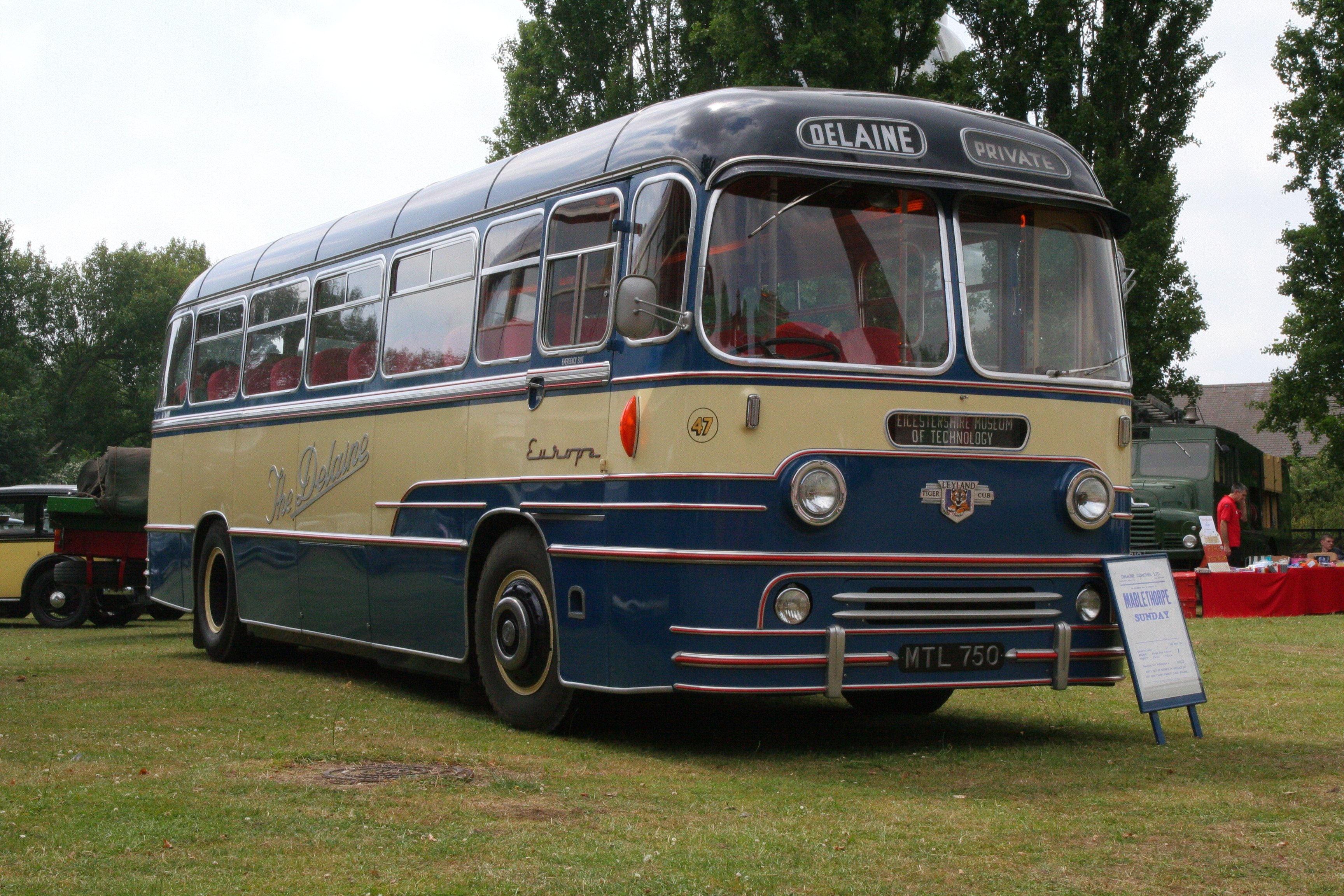
Leyland Tiger Cub PSUC1/2 mit Mehrzweckaufbau  von Yates, Baujahr 1958, 43 Sitzplätze
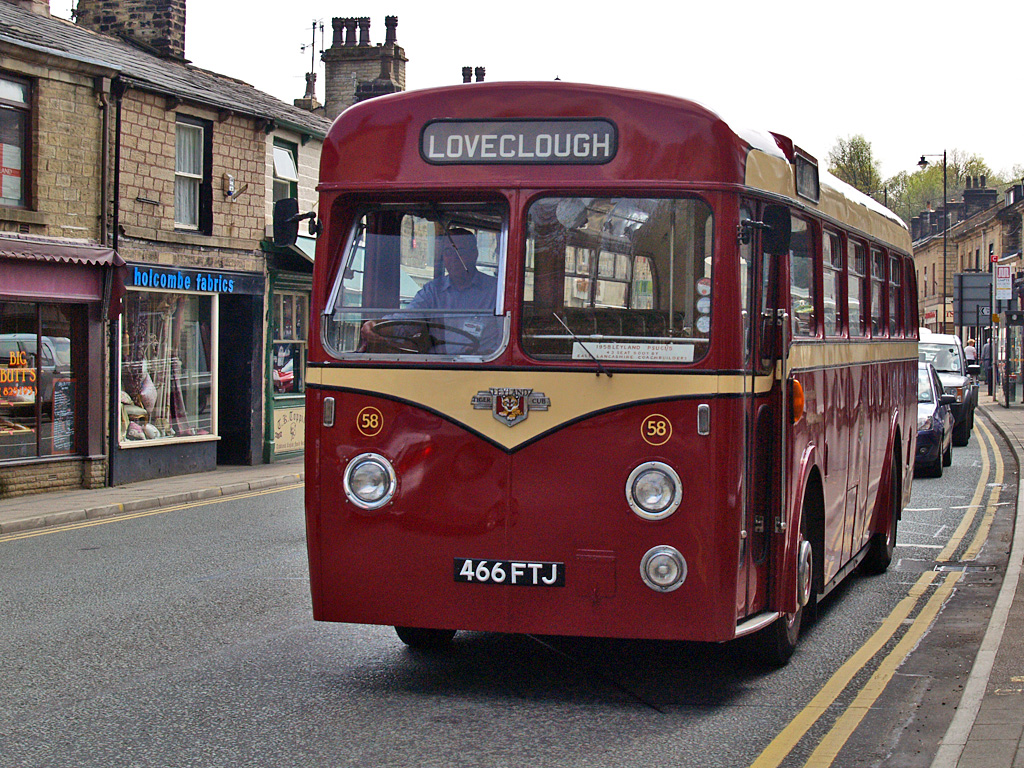
Leyland Tiger Cub PSUC1/5 mit Aufbau von East Lancashire als Stadtbus, Baujahr 1958, 43 Sitzplätze

| Name                                      | Bauzeit   | Stückzahl | Anmerkung                                                            |
| ----------------------------------------- | --------- | --------- | -------------------------------------------------------------------- |
| PSUC1/1                                   | 1952–1954 | 309       | Reisebus/Stadtbus 39–44 Sitzplätze                                   |
| PSUC1/1, /2                               | 1954–1956 | 420       | Reisebus/Stadtbus 34–44 Sitzplätze                                   |
| PSUC1/1, /2                               | 1955–1956 | 215       | Reisebus/Stadtbus/Mehrzweckbus 37–44 Sitzplätze                      |
| PSUC1/1, /2                               | 1956–1957 | 402       | Reisebus/Stadtbus/Mehrzweckbus 37–44 Sitzplätze                      |
| PSUC1/1, /2, /3, /5                       | 1957      | 227       | Reisebus/Stadtbus/Mehrzweckbus 37–55 Sitzplätze                      |
| PSUC1/1, /2, /3, /5                       | 1957–1958 | 283       | Reisebus/Stadtbus/Mehrzweckbus 37–44 Sitzplätze                      |
| PSUC1/1, /2, /3                           | 1958–1959 | 413       | Reisebus/Stadtbus/Mehrzweckbus 37–45 Sitzplätze                      |
| PSUC1/1, /1T,/2, /3, /5                   | 1959–1960 | 208       | Reisebus/Stadtbus/Mehrzweckbus 37–44 Sitzplätze                      |
| PSUC1/1, /2, /3, /4, /5                   | 1960–1961 | 172       | Reisebus/Stadtbus/Mehrzweckbus 28–47 Sitzplätze                      |
| PSUC1/1, /1T, /2, /2RT, /5, /11, /12, /13 | 1961–1963 | 324       | Reisebus/Stadtbus/Mehrzweckbus 38–48 Sitzplätze                      |
| PSUC1/11, /12, /12T, /13                  | 1963–1965 | 281       | Reisebus/Stadtbus/Mehrzweckbus 33–48 Sitzplätze                      |
| PSUC1/11, /11T, /12, /12T, /13            | 1965–1967 | 256       | Reisebus/Stadtbus/Mehrzweckbus 38–45 Sitzplätze                      |
| PSUC1/11, /12, /12T, /13                  | 1967–1969 | 90        | Reisebus/Stadtbus/Mehrzweckbus 38–45 Sitzplätze, 16 nach Indonesien, |
| PSUC1/11, /12, /12T, /13                  | 1971      | 7         | Stadtbus 48 Sitzplätze, alle nach Malaysia                           |